# Górnik Zabrze w sezonie 1949/1950
Sezon 1949/1950 był 2. sezonem w historii klubu i 2. na trzecim poziomie rozgrywek ligowych. Górnik rozpoczął sezon w Klasie A (grupa I) okręgu Śląska Opolskiego i ukończył go na drugim miejscu grupy eliminacyjnej do II ligi sezonu 1951. Pomimo przegranych baraży (drugie miejsce w grupie nie gwarantowało awansu) uzyskał promocję do II Ligi na skutek reorganizacji rozgrywek.

## Stadion
Miejscem rozgrywania spotkań domowych był otwarty w 1934 roku stadion przy obecnej ul. Roosevelta 81 mieszczący ok. 35.000 widzów.

## Klasa A grupa I (Śląsk Opolski)

### Tabela po eliminacjach o II Ligę
| Poz. | Drużyna                   | M | Punkty | Bramki | Bramki | Bramki |
| Poz. | Drużyna                   | M | Punkty | +      | -      | +/-    |
| ---- | ------------------------- | - | ------ | ------ | ------ | ------ |
| 1    | Concordia Knurów          | 8 | 14     | 33     | 9      | 20     |
| 2    | Górnik Zabrze             | 8 | 11     | 28     | 8      | 14     |
| 3    | Granat Skarżysko-Kamienna | 8 | 9      | 22     | 22     | 19     |
| 4    | Broń Radom                | 8 | 5      | 14     | 17     | 14     |
| 5    | Gwardia Częstochowa       | 8 | 1      | 5      | 46     | 8      |

    awans do II Ligi

### Wyniki spotkań
| Mecz                                  | Data            | Stadion            | Przeciwnik                | Wynik | Strzelcy                                                |
| ------------------------------------- | --------------- | ------------------ | ------------------------- | ----- | ------------------------------------------------------- |
| Runda jesienna                        |                 |                    |                           |       |                                                         |
| 1                                     | 11 września     | Zabrze             | Pogoń Prudnik             | 3:0   | Nowara, Jurczyk, Jakubowski                             |
| 2                                     | 18 września     | Głubczyce          | Polonia Głubczyce         | 3:0   | Nowara (2), Jurczyk                                     |
| 3                                     | 25 września     | Zabrze             | Unia Racibórz             | 4:1   | Franosz (4)                                             |
| 4                                     | 9 października  | Gliwice            | Piast Gliwice             | 0:3   | -                                                       |
| 5                                     | 16 października | Zabrze             | Kolejarz Opole            | 3:0   | Jurczyk (2), Franosz                                    |
| 6                                     | 23 października | Bytom              | Polonia II Bytom          | 2:0   | Jurczyk, Nowara                                         |
| 7                                     | 6 listopada     | Zabrze             | Ogniwo Nysa               | 13:0  | brak danych                                             |
| 8                                     | 13 listopada    | Zabrze             | Górnik Gliwice            | 4:1   | Kubior (2), Nowara, Franosz                             |
| 9                                     | 20 listopada    | Zabrze             | Kolejarz Gliwice          | 2:0   | Nowara, Holesz                                          |
| 10                                    | 27 listopada    | Gliwice            | Kolejarz Gliwice          | 1:1   | brak danych                                             |
| 11                                    | 4 grudnia       | Racibórz           | Rafako Racibórz           | 4:1   | brak danych                                             |
| Runda wiosenna                        |                 |                    |                           |       |                                                         |
| 12                                    | 19 marca        | Prudnik            | Pogoń Prudnik             | 2:4   | brak danych                                             |
| 13                                    | 2 kwietnia      | Zabrze             | Piast Gliwice             | 2:0   | Holesz, Procek                                          |
| 14                                    | 9 kwietnia      | Nysa               | Ogniwo Nysa               | 1:1   | brak danych                                             |
| 15                                    | 23 kwietnia     | Zabrze             | Rafako Racibórz           | 3:0   | Nowara (2), Klenczar                                    |
| 16                                    | 18 maja         | Opole              | Kolejarz Opole            | 5:0   | brak danych                                             |
| 17                                    | 21 maja         | Zabrze             | Polonia II Bytom          | 5:0   | brak danych                                             |
| 18                                    | 29 maja         | Gliwice            | Górnik Gliwice            | 2:0   | brak danych                                             |
| 19                                    | 4 czerwca       | Zabrze             | Polonia Głubczyce         | 8:0   | Franosz (4), Urbaniak, Klenczar, Nowara, Holesz         |
| 20                                    | 8 czerwca       | Racibórz           | Unia Racibórz             | 0:1   | -                                                       |
| Mistrzostwo Klasy A Śląska Opolskiego |                 |                    |                           |       |                                                         |
| 21                                    | 22 czerwca      | Opole              | Odra Opole                | 1:0   | Franosz                                                 |
| 22                                    | 25 czerwca      | Zabrze             | Odra Opole                | 2:1   | Winderlich, Procek                                      |
| Eliminacje o II Ligę                  |                 |                    |                           |       |                                                         |
| 23                                    | 9 lipca         | Zabrze             | Granat Skarżysko-Kamienna | 5:2   | Winderlich (2), Jakubowski (2), Holesz                  |
| 24                                    | 16 lipca        | Zabrze             | Broń Radom                | 2:1   | Winderlich, Jakubowski                                  |
| 25                                    | 30 lipca        | Częstochowa        | Gwardia Częstochowa       | 3:0   | Fojcik (2), gol samobójczy                              |
| 26                                    | 6 sierpnia      | Zabrze             | Concordia Knurów          | 3:2   | Klenczar, Franosz, Fojcik                               |
| 27                                    | 13 sierpnia     | Skarżysko-Kamienna | Granat Skarżysko-Kamienna | 0:1   | Franosz (4)                                             |
| 28                                    | 20 sierpnia     | Radom              | Broń Radom                | 0:0   | -                                                       |
| 29                                    | 10 września     | Knurów             | Concordia Knurów          | 1:2   | Winderlich                                              |
| 30                                    | 17 września     | Zabrze             | Gwardia Częstochowa       | 14:0  | Fojcik (5), Franosz (4), Jakubowski (3), Winderlich (2) |

    zwycięstwo     remis     porażka

## Mecze towarzyskie
| Data        | Przeciwnik        | Wynik | Strzelcy             |
| ----------- | ----------------- | ----- | -------------------- |
| 19 sierpnia | Star Starachowice | 3:0   | Nowara (2), Klenczar |

    zwycięstwo     remis     porażka

## Zawodnicy

### Skład
| Zawodnik             | Data urodzenia   | W klubie od | Poprzedni klub      |
| -------------------- | ---------------- | ----------- | ------------------- |
| Bramkarze            |                  |             |                     |
| Józef Kaczmarczyk    | 25 stycznia 1931 | 1949        | Pogoń Zabrze        |
| Ginter Procek        | 28 sierpnia 1924 | 1948        | Concordia Zabrze    |
| Obrońcy              |                  |             |                     |
| Antoni Garus         | 12 kwietnia 1928 | 1948        | Concordia Zabrze    |
| Ginter Helmrich      | 21 grudnia 1930  | 1949        | brak danych         |
| Karol Mleczko        | brak danych      | 1948        | brak danych         |
| Herman Wieczorke     | brak danych      | 1948        | brak danych         |
| Henryk Zimmermann    | 27 lutego 1929   | 1948        | Concordia Zabrze    |
| Pomocnicy            |                  |             |                     |
| Maksymilian Bortlik  | brak danych      | 1948        | brak danych         |
| Henryk Czech         | 21 września 1934 | 1948        | Pogoń Zabrze        |
| Karol Dominik        | 4 maja 1930      | 1949        | RKS Jadwiga         |
| Ginter Gawlik        | 5 grudnia 1930   | 1949        | Górnik Biskupice    |
| Paweł Mościński      | brak danych      | 1948        | brak danych         |
| Ginter Pawlik        | brak danych      | 1948        | brak danych         |
| Henryk Szalecki      | 25 lutego 1933   | 1948        | Zjednoczenie Zabrze |
| Paweł Winderlich     | 18 czerwca 1928  | 1948        | brak danych         |
| Napastnicy           |                  |             |                     |
| Manfred Fojcik       | 16 lipca 1924    | 1949        | Górnik Biskupice    |
| Antoni Franosz       | 9 lutego 1928    | 1948        | Pogoń Zabrze        |
| Józef Holesz         | 19 marca 1927    | 1948        | Concordia Zabrze    |
| Ryszard Jakubowski   | brak danych      | 1948        | brak danych         |
| Maksymilian Klenczar | 1 listopada 1925 | 1948        | Pogoń Zabrze        |
| Eryk Nowara          | 12 grudnia 1928  | 1948        | Zjednoczenie Zabrze |
| Gerard Ptak          | brak danych      | 1948        | brak danych         |
| Reinhold Sojka       | brak danych      | 1948        | brak danych         |
| Wiktor Szczendzina   | brak danych      | 1948        | brak danych         |
| Teodor Urbaniak      | brak danych      | 1948        | brak danych         |

### Transfery

#### Przyszli
| Poz | Nazwisko          | Poprzedni klub   |
| --- | ----------------- | ---------------- |
| BR  | Józef Kaczmarczyk | Pogoń Zabrze     |
| OB  | Ginter Helmrich   | brak danych      |
| PO  | Karol Dominik     | RKS Jadwiga      |
| PO  | Ginter Gawlik     | Górnik Biskupice |
| NA  | Manfred Fojcik    | Górnik Biskupice |

#### Odeszli
| Poz | Nazwisko         | Nowy klub             |
| --- | ---------------- | --------------------- |
| BR  | Erwin Cichecki   | brak danych           |
| PO  | Józef Buchta     | Unia Kędzierzyn-Koźle |
| PO  | Ernest Lawnik    | brak danych           |
| PO  | Sykstus Waluga   | brak danych           |
| NA  | Werner Jurczyk   | brak danych           |
| NA  | Werner Niesterok | Carbo Gliwice         |